# OMAC (personaggio)
O.M.A.C., il cui vero nome è Buddy Blank, è un personaggio dei fumetti statunitensi pubblicati da DC Comics. Creato da Jack Kirby, è un essere incredibilmente potente e si scontra con la Justice League, anche se per un po' di tempo ne ha fatto parte.

## Biografia
Buddy Blank nasce in una famiglia di contadini. Dopo aver terminato le scuole superiori decide di iscriversi all' università per diventare avvocato. Purtroppo fallisce e viene bandito. Molto tempo dopo viene colpito da un raggio radioattivo che lo fa diventare il potentissimo O.M.A.C. Only Man Army Composited (Un esercito composto da un solo uomo) Tempo dopo viene notato dall'Agenzia per la Pace Globale, un gruppo di persone senza volto che svolge un ruolo di polizia per il mondo intero tramite l'uso di armi pacifiste. Tuttavia all' inizio è riluttante ma poi decide di farne parte.

## Scontro con Darkseid e la Justice League
Durante un attacco da parte di Darkseid O.M.A.C. tenta di fermarlo ma viene sconfitto dopo pochi secondi, perciò l'organizzazione decide di buttarlo fuori. O.M.A.C decide quindi di chiedere asilo alla Justice League. All inizio Batman lo rifiuta ma Superman lo accoglie con gentilezza. Darkseid ha un piano: controllare mentalmente O.M.A.C per distruggere la Justice League dall'interno. Gli eroi lo scoprono e lo combattono. Il mostro risulta essere molto resistente ed è necessario l'intervento di Freccia Verde, Black Canary e perfino di Bane. Alla fine riescono a sconfiggerlo. La Lega scopre che in quel momento veniva controllato mentalmente da Darkseid e vanno a sfidarlo. Il sovrano di Apokolips li stende con un solo colpo dei suoi raggi omega. O.M.A.C decide così di intervenire e affronta Darkseid. Quest' ultimo gli spara i raggi ma stavolta O.M.A.C. prevede il colpo e si scontra con il sovrano vincendo dopo un lungo duello. Superman decide così di ammetterlo in perpetuo nel gruppo ma O.M.A.C dice che preferisce lavorare da solo, andandosene.

## Poteri e abilità
O.M.A.C. è uno dei personaggi più forzuti dell'universo DC essendo invulnerabile ai raggi di Darkseid. Possiede inoltre un'immensa forza fisica che gli permettere di tenere tranquillamente a bada bestioni come Doomsday e Solomon Grundy. È inoltre riuscito a tenere testa a tutta la Justice League al gran completo.